# Стажила Дмитро Ігорович
Дмитро Стажила (рум. Dmitri Stajila / рос. Дмитрий Игоревич Стажила; нар. 2 серпня 1991, Тирасполь, Молдова) — молдовський футболіст, воротар клубу Вищої ліги Таджикистану «Есхата» (Худжанд). Має також російське громадянство.

## Клубна кар'єра
Вихованець футбольної школи тираспольського «Шерифа». З 2007 по 2008 рік виступав за «Шериф-2» у Дивізіоні «A». 28 лютого 2009 року дебютував за основний склад «Шерифа» у чемпіонаті Молдови у домашньому поєдинку проти «Іскри-Сталі» (2:0), відіграв увесь матч. У січні 2009 року разом із «Шерифом» став володарем Кубка чемпіонів Співдружності. У сезонах 2008/09 та 2009/10 років разом із «Шерифом» став чемпіоном та володарем Кубку Молдови.
4 листопада 2010 року Дмитро дебютував у єврокубках у груповому матчі Ліги Європи проти білоруського БАТЕ (3:1), вийшов на поле на 58-й хвилині замість травмованого Владислава Стоянова. На 70-й хвилині він пропустив м'яч від Олександра Павлова, а на 75-й хвилині — від Ренана Брессана. Наступний матч у Лізі Європи провів проти нідерландського АЗ (1:1). 15 грудня 2010 року у матчі проти київського «Динамо» (0:0), показав упевнену гру, яка дозволила не програти своєму клубу. «Шериф» за підсумками групового етапу посів останнє 4-е місце у своїй групі.
За підсумками сезону 2013/14 років став вчетверте чемпіоном Молдови, а в серпні відданий до кінця 2014 року в оренду тираспольському клубу «Динамо-Авто». За новий клуб Дмитро дебютував 29 серпня, у шостому турі національного чемпіонату Молдови проти «Мілсамі», тираспільці програли з рахунком 0:6. У лютому 2015 року відданий на півроку в оренду албанському клубу «Кукесі». У серпні повернувся до складу тираспольського клубу, а в січні 2016 року закінчився контракт, який не продовжили.
У лютому 2016 року підписав контракт із футбольним клубом «Кубань», який розрахований на три роки. Однак 31 грудня цього ж року залишив команду.
Влітку 2017 року перейшов у футбольний клуб «Машук-КМВ».
У липні 2018 року підписав контракт із вірменським клубом «Лорі», але зрештою опинився в складі саудівського «Аль-Муджаззала».

## Кар'єра в збірній
Провів 2 матчі за юнацьку збірну Молдови (U-17) у турнірах під егідою УЄФА. Виступав за юнацьку збірну Молдови (U-19). Також викликалася молодіжної збірної Молдови.

## Статистика виступів

### Клубна
Станом на 19 травня 2015 року
| Клуб              | Сезон             | Чемпіонат | Чемпіонат | Кубок | Кубок | Суперкубок | Суперкубок | Єврокубки | Єврокубки | Товариські | Товариські | Загалом | Загалом |
| Клуб              | Сезон             | Матчі     | Голи      | Матчі | Голи  | Матчі      | Голи       | Матчі     | Голи      | Матчі      | Голи       | Матчі   | Голи    |
| ----------------- | ----------------- | --------- | --------- | ----- | ----- | ---------- | ---------- | --------- | --------- | ---------- | ---------- | ------- | ------- |
| «Шериф»           | 2010/11           | 22        | 0         | 2     | 0     | —          | —          | 3         | 0         | —          | —          | 27      | 0       |
| «Шериф»           | 2011/12           | 1         | 0         | —     | —     | —          | —          | —         | —         | —          | —          | 1       | 0       |
| «Шериф»           | 2012/13           | 11        | 0         | 2     | 0     | —          | —          | —         | —         | 1          | 0          | 14      | 0       |
| «Шериф»           | 2013/14           | 23        | 0         | 1     | 0     | 1          | 0          | 3         | 0         | 3          | 0          | 31      | 0       |
| «Динамо-Авто»     | 2014/15           | 1         | 0         | —     | —     | —          | —          | —         | —         | —          | —          | 1       | 0       |
| «Кукесі»          | 2014/15           | 4         | 0         | 1     | 0     |            |            | 5         | 0         |            |            | 10      | 0       |
| Усього за кар'єру | Усього за кар'єру | 62        | 0         | 6     | 0     | 1          | 0          | 11        | 0         | 4          | 0          | 84      | 0       |

## Досягнення
«Шериф»
- Молдовська Суперліга
  -  Чемпіон (4): 2008/09, 2009/10, 2012/13, 2013/14
- Кубок Молдови
  -  Володар (2): 2008/09, 2009/10
- Суперкубок Молдови
  -  Володар (2): 2013, 2015
- Кубок Співдружності
  -  Володар (1): 2009